# De bevrijding van Sollidee
Heer Bommel en de bevrijding van Sollidee of kortweg De bevrijding van Sollidee is het 123ste verhaal uit de Bommelsaga, geschreven en getekend door Marten Toonder. Het verhaal verscheen voor het eerst op 9 april 1968 en liep tot 6 juli van dat jaar.
Het thema is buitenlandse inmenging.

## Samenvatting
De Albatros, het schip van kapitein Wal Rus, ligt klaar voor vertrek in de haven van Rommeldam. Omdat de reder aan boord wil komen, wordt het schip piekfijn op orde gebracht. De tweede stuurman Kabelgaren ontdekt twee moddertrappers uit Sollidee, sliklopers, in een krat. De twee vogels worden met plunjezak en al over boord gekieperd, waarbij de passerende Heer Bommel letterlijk en figuurlijk wordt getroffen.
De reder blijkt Markies de Canteclaer te zijn. Hij wordt door de kapitein bijgepraat over het verwijderen van de verstekelingen en de lading voor Sollidee. Intussen vertellen de twee verstekelingen dat ze graag naar hun land terug willen, waarop de kasteelheer zijn portefeuille trekt en passage regelt voor deze heer en mevrouw Lasido. Hoewel de kapitein tevreden is, vindt de markies het betalen van het passagegeld door zijn buurman rood en stuitend. Als zijn buurman echt iets wil doen, moet hij zelf naar dat land gaan. Hierop besluit de woedende Bommel zelf met Tom Poes mee te varen naar Sollidee, om daar de orde en de rust te herstellen.
Bij het in het zicht komen van hun eiland, vliegen de twee vogels Lasido van het schip weg. Heer Bommel en Tom Poes worden in een sloep aan land geroeid. Ze schrikken van de armoede aan land en worden uiteindelijk te woord gestaan door voorvlieger meester Sol. Die legt uit dat de Sollideeërs zichzelf helpen en daarbij geholpen worden door goede vreemdelingen, die vechten tegen slechte vreemdelingen. Heer Bommel wordt als kennismaking door beide partijen onder de voet gelopen en vindt geen politie om zich bij te beklagen. Wel ziet hij kapitein Wal Rus de hulpgoederen uit Rommeldam aan land brengen. De kratten met ijskasten en televisietoestellen worden door de Slechten op het strand stuk geslagen. De drie kratten die overblijven bevatten voedsel, die de Goeden komen beschermen. Bij het openen blijkt het te gaan om voedsel in blik. Omdat er geen blikopener is, eindigen de blikken roemloos kapotgeslagen maar ongeopend op het strand. De twee vrienden zoeken hun toevlucht in een vogelgrot, die toevallig wordt bewoond door de nog dankbare Dola Lasido.
De loyale ex-verstekeling zoekt een veilige plaats voor de Rommeldammers. Ze brengt de twee vrienden tot bovenaan de dam. Deze stuwdam beschermt tegen overstromingen maar verdeelt het eiland in een rijk en een arm deel. Bovenaan de dam worden ze tegengehouden door een soldaat van de tegenpartij, die echter in Tom Poes zijn meerdere moet erkennen. Een luitenant zadelt heer Bommel op met een bom, die hij op de tegenstanders moet werpen. Deze aanslag mislukt omdat heer Bommel uitglijdt op een slechte trap. Tom Poes kan de bom nog net op tijd opvangen. Na enige ondervragingen maken ze zich snel uit de voeten. Ze worden achterin afgedrukt. Tom Poes verbergt de bom op een veilige plaats. Ze belanden aan de goede kant van de dam in het rijke deel van het land. Volgens heer Bommel zijn ze nu bij de goede partij, maar Tom Poes komt niet verder dan “Hm”. Hierop scheiden hun wegen een tijdje.
Onder de ogen van journalist Argus wordt heer Bommel gevangengenomen en na een showproces veroordeeld tot vijftig jaar tewerkstelling in een steenhouwerij. Hij komt daar ook de Lasido’s tegen, die zijn veroordeeld wegens hulp aan dezelfde kasteelheer. Tom Poes weet een soldaat uit te schakelen en met zijn wapenuitrusting als vermomming heer Bommel te bevrijden. Hij laat de gevangengenomen eilandbewoners hun dwangbuis uittrekken, zodat ze zelfstandig kunnen wegvliegen. De twee legers van Goeden en Slechten maken zich op voor de laatste slag bij de stuwdam. Sol de voorvlieger geeft als commentaar dat hij hoopt dat er wat huisjes heel blijven. Hij weet dat Sollidee wordt bevrijd, wie er ook wint. Sollidee is het meest vrij van alle volkeren omdat het het vaakst is bevrijd.
Tom Poes plaatst de eerder verstopte bom in de stuwdam en blaast deze aan gruzelementen. De terugkerende kapitein Wal Rus ziet door zijn verrekijker dat er een nieuwe rivier is ontstaan op het eiland. De strijdende partijen hadden zichzelf in rubberbootjes in veiligheid gebracht. Heer Bommel en Tom Poes worden vanaf twee boomstammen aan boord gehesen. Sol de voorvlieger huldigt aan boord de grote held Bommel. Hij heeft de dam vernietigd die het eiland verdeelde en de buitenlandse legers daarmee weggespoeld. Sollidee is nu echt bevrijd. De visjes zijn eerlijk verdeeld. Ook meneer en mevrouw Lasido komen hun dank betuigen. Hulpverlening hoeft niet meer door de vis in de grote rivier.
Aan de kade te Rommeldam wachten de reder en de journalist het schip op. Heer Bommel glijdt een beetje uit over een bananenschil en stort boven op de markies. De twee vrienden gaan samen naar het kasteel Bommelstein, waar Joost en Doddeltje aandachtig de krant uit spellen. “Je bent een held”, stelt zijn buurvrouw. Joost kondigt een maaltijd aan met gebonden kippensoep.
De maaltijd is voor Doddeltje en haar twee buren, Tom Poes en heer Bommel. De laatste ziet bevrijding als een taak voor een heer. Daarom is het eigenlijk onmogelijk maar gelukkig heeft de jonge vriend de dam omver gehaald, die het land scheidde. De inboorlingen zijn nu vrij. Hierop komt Joost binnen met het laatste radiobericht. De Goeden hebben het heft in Sollidee weer in handen genomen.

## Voetnoot
1. ↑  Met het land Sollidee wil de reder niets te maken hebben, wel met de lading.
2. ↑  maar waarom de markies dan niet zelf gaat?
3. ↑  In de Volledige Werken is de aflevering 6333 herbewerkt en zijn de afleveringen 6334 tot en met 6338 verworpen.

- Vertaald in het Latijn door A.J. Kleywegt: De Sollidaea Liberanda. Vrienden van het Gymnasium, De Bezige Bij 2005.